# Goera pilosa
Goera pilosa – gatunek owada z rzędu chruścików i rodziny rozpostrzycowatych. Larwy prowadzą wodny tryb życia.
Gatunek obecny w całej Europie, larwy zasiedlają strefę rhitralu, potamalu, jeziora i estuaria morskie. Limnefil, preferuje dno kamieniste najpłytszego litoralu oraz brzeg zadrzewiony jezior o niższej trofii.
Na Pojezierzu Mazurskim larwy spotykane w litoralu kamienistym, na niewielkich głębokościach (często brzeg zadrzewiony), m.in. w jeziorach: Jeziorak, Wadąg, Jełguń, Mikołajskie, Tałtowisko, Wigry, Ublik, Bełżyńskie, zdecydowanie najliczniej na dnie niezarośniętym, sporadycznie w szuwarach i elodeidach. Występował także w jeziorze Kierskim na Poj. Wielkopolskim. Imagines łowione nad jez. Mikołajskim i Śniardwami.
W Finlandii gatunek ten licznie spotykany jest w rzeczkach, potokach, stawach, i na południu w zalewach morskich oraz jeziorach, także jeziorach norweskich oraz Karelii. Na Łotwie liczniej występuje w ciekach, imagines poławiane na niewielu stanowiskach jeziornych, nad słaboeutroficznymi i mezoeutroficznymi jeziorami, rzadziej nad eutroficznymi. W jeziorach niemieckich często spotykany i uważany za typowy dla litoralu kamienistego oraz litoralu jezior oligotroficznych. W jeziorze Esrom (Dania, duże mezoeutroficzne) larwy liczne na dnie kamienistym. W Irlandii larwy złowione w jeziorach mezoeutroficznych na dnie kamienisto-piaszczystym. Nad Balatonem imagines łowione rzadko.
Bibliografia:
- Czachorowski S., 1998. Chruściki (Trichoptera) jezior Polski – charakterystyka rozmieszczenia larw. Wyd. WSP w Olsztynie, 156 str.